# 傅朝佑
傅朝佑（1597年—1637年），字右君，江西臨川人，明朝末年官员。

## 生平
萬曆四十年（1612年）壬子科江西鄉試解元，師從鄒元標。天啓二年（1622年）壬戌科進士，授中書舍人，崇禎三年（1630年）庚午選兵科給事中，九年陞刑科都给事中。崇禎十年（1637年）因諫言革職下獄，廷杖六十，傷重卒。

## 延伸阅读
[在维基数据编辑]
 《明史卷二百五十八》，出自《明史》